# Distrito de Ayn Al-Arab
El distrito de Ayn al-Arab (en árabe: عين العرب‎) es una división administrativa de la gobernación de Alepo, en Siria. Está ubicado al nordeste de la gobernación y limita por el norte con Turquía. En el censo de 2004 tenía 192 513 habitantes. 
Su capital es la ciudad de  Kobane.

## Subdistritos
El distrito de Ayn al-Arab está dividido en 4 subdistritos o Nawāḥī (nahiyas):
- Ayn al-Arab nahiya (ناحية عين العرب): población 81.424.[1]
- Shuyukh Tahtani nahiya (ناحية شيوخ تحتاني): población 43.861.[2]
- Sarrin nahiya (ناحية صرّين): población 69.931 (incluida la actual Al-Jalabiyah).[3]
- Al-Jalabiyah nahiya (ناحية الجلبية) (hacía parte de Sarrin nahiyah hasta 2009).